# تاريخ ثنائي إيثيل أميد حمض الليسرجيك
 

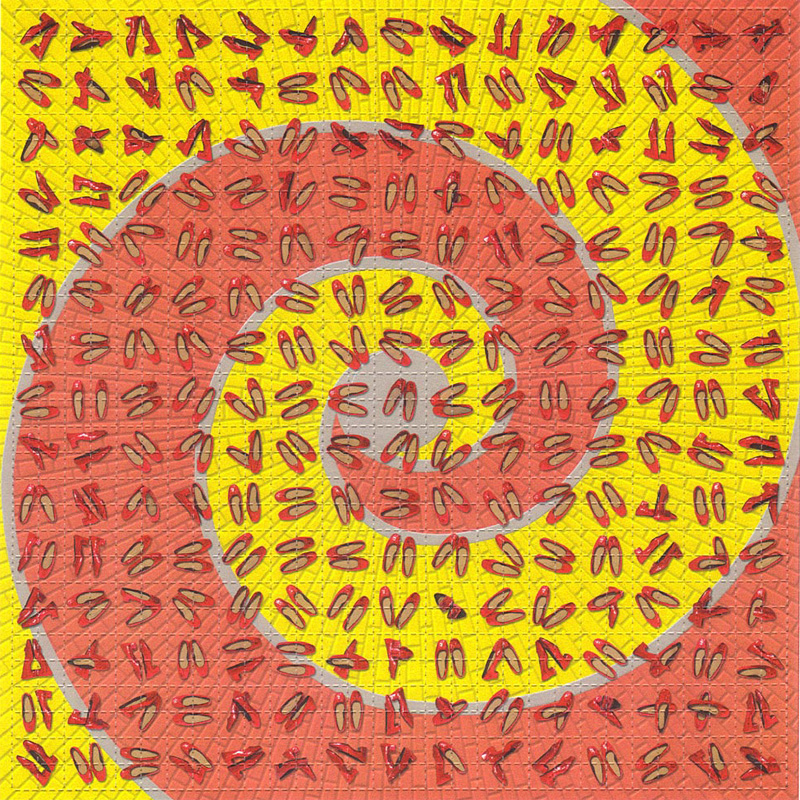
ظروف مضاف اليها الحمض

تم تصنيع العقار المخدر (أو entheogen ) ثنائي إيثيل حمض الليسرجيك (LSD) لأول مرة في 16 نوفمبر 1938 ، بواسطة الكيميائي السويسري ألبرت هوفمان في مختبرات ساندوز ( نوفارتيس حاليًا) في بازل ، سويسرا . لم يتم العثور على خصائص مخدر إلا بعد خمس سنوات في 19 أبريل 1943.

## لاكتشاف
ألبرت هوفمان ، المولود في سويسرا ، انضم إلى قسم الكيماويات الصيدلانية في مختبرات ساندوز ، الواقعة في بازل ، كعامل مساعد مع الأستاذ آرثر ستول ، مؤسس ومدير قسم الأدوية. بدأ دراسة نبات عصارة النباتات الطبية وفطر الإرغوت كجزء من برنامج لتنقية وتركيب المكونات النشطة لاستخدامها كأدوية . كانت مساهمته الرئيسية هي توضيح التركيب الكيميائي للنواة المشتركة لـ Scilla glycosides (مبدأ نشط لعصارة البحر الأبيض المتوسط ). أثناء البحث عن مشتقات حمض الليسرجيك ، قام هوفمان بتصنيع LSD لأول مرة في 16 نوفمبر 1938. كان الهدف الرئيسي من التخليق هو الحصول على منبه للجهاز التنفسي والدورة الدموية ( مُقَيِّم ). تم وضعه جانباً لمدة خمس سنوات ، حتى 16 أبريل 1943 ، عندما قرر هوفمان إلقاء نظرة ثانية عليه. أثناء إعادة تصنيع LSD ، امتص عن طريق الخطأ كمية صغيرة من الدواء واكتشف آثاره القوية. وصف ما شعر به بأنه:
... تأثرت بحالة من الاضطراب اللافت للنظر، ممزوجة بدوخة طفيفة. في المنزل، اضطربت وغرقت في حالة تشبه حالة السكر الممتعة، مميزة بخيال محفز للغاية. في حالة شبيهة بالحلم وعيني مغلقة (وجدت الضوء النهاري مزعجًا للغاية)، شاهدت تدفقًا مستمرًا من الصور الخيالية المذهلة والأشكال الغريبة، مع لعب كثيف ومتعدد الألوان. بعد حوالي ساعتين، تلاشت هذه الحالة.

### "يوم الدراجات"
في 19 نيسان أبريل 1943 ، تناول هوفمان 0.25 ملليغرام (250 ميكروغرام) من المادة. بعد أقل من ساعة ، عانى هوفمان من تغيرات مفاجئة وشديدة في الإدراك. طلب من مساعده في المختبر مرافقته إلى المنزل. كما كانت العادة في بازل ، قاموا بالرحلة بالدراجة . في الطريق ، تدهورت حالة هوفمان بسرعة حيث كان يعاني من مشاعر القلق ، بالتناوب في معتقداته بأن الجار المجاور كان ساحرة خبيثة ، وأنه كان مجنونًا ، وأن LSD قد سممه. ومع ذلك ، عندما وصل طبيب المنزل ، لم يستطع اكتشاف أي تشوهات جسدية ، باستثناء زوج من التلاميذ المتوسعة على نطاق واسع. كان هوفمان مطمئنًا ، وسرعان ما بدأ رعبه يفسح المجال لشعور من الحظ الجيد والمتعة ، كما كتب لاحقًا:
أثبتت أحداث أول رحلة لعقار إل إس دي ، المعروفة الآن باسم "يوم الدراجة" ، بعد ركوب الدراجة إلى المنزل ، لهوفمان أنه حقق بالفعل اكتشافًا مهمًا: مادة ذات تأثير نفسي ذات قوة غير عادية ، قادرة على إحداث تحولات كبيرة في الوعي بشكل لا يصدق. جرعات منخفضة. (صاغ علماء الجيش الأمريكي مصطلح الرحلة لأول مرة خلال الخمسينيات من القرن الماضي عندما كانوا يجربون عقار إل إس دي. )  توقع هوفمان الدواء كأداة نفسية قوية. بسبب طبيعتها الشديدة والاستبطان ، لم يستطع تخيل أي شخص يستخدمها بشكل ترفيهي. يتم الاحتفال بيوم الدراجات بشكل متزايد في المجتمعات المخدرة باعتباره يومًا للاحتفال باكتشاف LSD.
نشأ الاحتفال بيوم الدراجات في ديكالب ، إلينوي ، في عام 1985 ، عندما اخترع توماس ب. روبرتس ، الذي كان حينها أستاذًا في جامعة شمال إلينوي ، اسم "يوم الدراجات"  عندما أسس أول احتفال في منزله . بعد عدة سنوات ، أرسل إعلانًا أصدره أحد طلابه إلى الأصدقاء وقوائم الإنترنت ، وبالتالي نشر الفكرة والاحتفال. كان قصده الأصلي هو إحياء ذكرى تعرض هوفمان الأصلي ، العرضي في 16 أبريل ، لكن هذا التاريخ سقط في منتصف الأسبوع ولم يكن وقتًا جيدًا للحفل ، لذلك اختار التاسع عشر لتكريم أول تعرض لهوفمان المتعمد.

## استخدامه في الطب النفسي
تم تقديم عقار إل إس دي كدواء تجاري تحت الاسم التجاري ديليزد (Delysid) لاستخدامات نفسية مختلفة في عام 1947.
تم لفت الانتباه له في الولايات المتحدة لعقار إل إس دي في عام 1949 من قبل مختبرات ساندوز لأنهم يعتقدون أن عقار إل إس دي قد يكون له تطبيقات مخبرية.
طوال الخمسينيات من القرن الماضي ، أفادت وسائل الإعلام الرئيسية عن البحث في LSD واستخدامه المتزايد في الطب النفسي ، ووصف طلاب علم النفس الجامعيين الذين أخذوا LSD كجزء من تعليمهم تأثيرات الدواء. نشرت مجلة تايم ستة تقارير إيجابية عن عقار إل إس دي بين عامي 1954 و 1959.
كان يُنظر إلى LSD في الأصل على أنه مقلد نفسي قادر على إنتاج الذهان النموذجي. بحلول منتصف الخمسينيات، كانت الأبحاث حول حمض الليزرجيك الثنائي الإيثيلاميد (LSD) تجرى في المراكز الطبية الكبرى في الولايات المتحدة، حيث استخدم الباحثون حمض الليزرجيك الثنائي الإيثيلاميد (LSD) كوسيلة لتكرار آثار الأمراض العقلية بشكل مؤقت. وكان أحد أهم الشخصيات الرائدة في الولايات المتحدة حول بحوث حول حمض الليزرجيك الثنائي الإيثيلاميد (LSD) هو الطبيب النفساني [./Https://en.wikipedia.org/wiki/Sidney_Cohen سيدني كوهين]. أخذ كوهين الدواء لأول مرة في 12 أكتوبر 1955، وكان يتوقع أن يكون رحلة غير ممتعة، لكنه تفاجأ عندما شعر "بعدم وجود حالة من الهذيان المربك والمضطرب. وذكر أن "المشاكل والفتن والهموم والإحباطات في الحياة اليومية اختفت ؛ وحل مكانها هدوء داخلي سماوي مهيب مضاء بنور الشمس". بدأ كوهين على الفور تجاربه الخاصة مع عقار إل إس دي بمساعدة ألدوس هكسلي الذي التقى به في عام 1955. في عام 1957 ، بمساعدة عالمة النفس بيتي إيسنر ، بدأ كوهين في تجربة ما إذا كان لعقار LSD تأثير مفيد في تسهيل العلاج النفسي ، وعلاج إدمان الكحول ، وتعزيز الإبداع. بين عامي 1957 و 1958 ، عالجوا 22 مريضًا يعانون من اضطرابات شخصية طفيفة. تم إعطاء LSD أيضًا للفنانين من أجل تتبع تدهورهم العقلي ،  لكن هكسلي يعتقد أن LSD قد تعزز إبداعهم. بين عامي 1958 و 1962 ، قام الطبيب النفسي أوسكار جانيجر باختبار LSD على أكثر من 100 رسام وكاتب وملحن.
في إحدى الدراسات التي أجريت في أواخر الخمسينيات، أعطى الدكتور همفري أوزموند حمض الليزرجيك الثنائي الإيثيلاميد (LSD) لمدمني الكحول في مجموعة تابعة لـ "المدمنون الأنونيموس" الذين فشلوا في الإقلاع عن الشرب  بعد عام واحد ، لم يشرب حوالي 50٪ من مجموعة الدراسة — وهو معدل نجاح لم يتكرر بأي وسيلة أخرى. شارك بيل ويلسون، مؤسس المدمنون الأنونيموس، في التجارب التي يشرف عليها الأطباء حول آثار حمض الليزرجيك الثنائي الإيثيلاميد (LSD) على الإدمان على الكحول واعتقد أنه يمكن استخدام حمض الليزرجيك الثنائي الإيثيلاميد (LSD) لعلاج المدمنين على الكحول.
في المملكة المتحدة ، كان الدكتور رونالد أ. سانديسون هو الرائد في استخدام عقار إل إس دي في عام 1952 ، في مستشفى بويك ، ورشيسترشاير . تم إنشاء وحدة LSD خاصة في عام 1958. بعد مغادرة سانديسون المستشفى في عام 1964 ، تولى المشرف الطبي آرثر سبنسر المسؤولية واستمر في الاستخدام السريري للدواء حتى تم سحبه في عام 1965. إجمالًا ، تم علاج 683 مريضًا بـ LSD في 13،785 جلسة منفصلة في بويك، لكن سبنسر كان آخر عضو في الطاقم الطبي يستخدمه.
منذ أواخر الأربعينات حتى منتصف السبعينيات، تم إجراء بحوث واختبارات شاملة على حمض الليزرجيك الثنائي الإيثيلاميد (LSD). خلال فترة تستمر 15 عامًا تبدأ في عام 1950، تم إنتاج أكثر من 1000 ورقة علمية وعدة عشرات من الكتب وست مؤتمرات دولية عن بحوث حول LSD ومخدرات أخرى. بشكل عام، كان حمض الليزرجيك الثنائي الإيثيلاميد (LSD) موصوفًا كعلاج لأكثر من 40،000 مريض. وكان نجم السينما كاري غرانت أحد العديد من الرجال الذين تم إعطاؤهم حمض الليزرجيك الثنائي الإيثيلاميد (LSD) خلال فترة الخمسينات والستينات بالتزامن مع العلاج النفسي. وبدأ العديد من الأطباء النفسيين في تناول الدواء ترفيهياً ومشاركته مع الأصدقاء. وانتشرت تجارب الدكتور ليري (انظر تيموثي ليري أدناه) لاستخدام حمض الليزرجيك الثنائي الإيثيلاميد (LSD) بشكل واسع بين فئات أوسع من الجمهور العام.
أوقف Sandoz إنتاج LSD في أغسطس 1965 بعد تزايد الاحتجاجات الحكومية على انتشاره بين عامة الناس. قام المعهد الوطني للصحة العقلية في الولايات المتحدة بتوزيع LSD على أساس محدود للبحث العلمي. توقفت الدراسة العلمية لـ LSD إلى حد كبير بحلول عام 1980 حيث انخفض تمويل الأبحاث ، وأصبحت الحكومات حذرة من السماح بمثل هذه الأبحاث ، خوفًا من أن نتائج البحث قد تشجع على استخدام LSD غير المشروع. بحلول نهاية القرن العشرين ، لم يكن هناك سوى عدد قليل من الباحثين المعتمدين ، وكانت جهودهم موجهة في الغالب نحو إنشاء بروتوكولات معتمدة لمزيد من العمل مع LSD في تخفيف معاناة الموت ومع مدمني المخدرات والكحول.
أظهرت دراسة أجريت عام 2014 أن عقار إل إس دي يمكن أن يكون له فوائد علاجية في علاج القلق المرتبط بالأمراض التي تهدد الحياة. وصف ريك دوبلين ، باحث مخدرات أمريكي ، العمل بأنه "دليل على المفهوم" يأمل أن "يكسر هذه المواد من قالب الثقافة المضادة ويعيدها إلى المختبر كجزء من نهضة مخدر".
عندما تم تحويل المشاركين الذين تلقوا الجرعة المنخفضة إلى الجرعة الكاملة، شعروا هم أيضًا بتقليل في القلق، واستمرت الآثار الإيجابية لمدة تصل إلى حتى عام. ولمدة تصل إلى 10 ساعات، استمرت آثار الدواء نفسه، وكان المشاركون يتحدثون مع الدكتور غاسر طوال تجربتهم.

### الزمن المعاصر
في الثمانينيات، عاد استخدام الإل إس دي مرتبطًا بظهور استخدام ام دي ام ايه الترفيهي، في البداية في ثقافات البانك والغوثك، من خلال النوادي الليلية، ثم في التسعينيات من خلال موسيقى الهاوس وموسيقى الريف. تراجع استخدام الإل إس دي وتوفره بشكل كبير بعد الحملة الأمنية التي شنت على معمل إل إس دي كبير في عام 2000 في الولايات المتحدة. وكان يدير المعمل ويليام ليونارد بيكارد (الذي أمضى 17 عامًا من حكم السجن المؤبدين في السجن الاتحادي في توسان، أريزونا) وكلايد أبيرسون (الذي يقضي حاليًا 30 عاماً في السجن). جوردون تود سكينر، الذي كان يمتلك الممتلكات التي كان يعمل عليها المعمل الكبير، جاء إلى إدارة مكافحة المخدرات الأمريكية بحثًا عن العمل كمُبلغ. كان متورطًا بشكل وثيق في القضية مع حبيبته حينها كريستل كول، ولكنهما لم يتم توجيه اتهامات لهما في الحملة الأمنية. يقول الحكومة الأمريكية إن المعمل كان ينتج كيلوغرامًا واحدًا من الإل إس دي كل خمسة أسابيع، وتقول أيضًا إن توريد الإل إس دي تراجع بنسبة 90% بعد الحملة الأمنية. في العقد الذي يلي الحملة الأمنية، زاد تدريجيًا توفر الإل إس دي واستخدامه. منذ أواخر الثمانينيات، حدث أيضًا انتعاش في البحوث حول المواد المخدرة التي تسبب هلوسة بشكل عام، والتي شملت في السنوات الأخيرة دراسات على وجه الخصوص ، سلطت دراسة صدرت في عام 2012 الضوء على الفعالية غير العادية لعقار LSD في علاج إدمان الكحول .
في نوفمبر 2015 ، نشرت مجلة رولينج ستون تقريرًا عن عدد متزايد من المهنيين الشباب ، لا سيما في منطقة سان فرانسيسكو ، الذين كانوا يستخدمون " الجرعات الدقيقة " (حوالي 10 ميكروغرام) من عقار إل إس دي في محاولة "للعمل من خلال المشكلات التقنية ويصبحوا أكثر ابتكارًا. "  في عام 2018 ، أصبح كتاب How to Change Your Mind: What the New Science of Psychedelics يعلمنا عن الوعي ، والموت ، والإدمان ، والاكتئاب ، والتعالي من تأليف مايكل بولان ، أفضل الكتب مبيعًا في نيويورك تايمز ، وكيفية تغييرك. تم إصدار فيلم Mind ، وهو فيلم وثائقي مقتبس من أربعة أجزاء عن الكتاب ، في عام 2022. في عام 2020 ، أصبحت ولاية أوريغون أول ولاية أمريكية تبطل تجريم حيازة كميات صغيرة من عقار إل إس دي.

## أنظر أيضا
- أساطير حضرية حول عقار إل إس دي
- فن LSD
- العلاج بالمخدر
- الثقافة المضادة في الستينيات
- كيسي ويليام هارديسون
- وليام ليونارد بيكارد
- علم النفس
- صناع الشمس المشرقة
- أوسلي ستانلي
- تيم سكالي
- نيكولاس ساند
- أخوية الحب الأبدي